# Mediolan-San Remo 2018
109. edycja wyścigu kolarskiego Mediolan-San Remo odbyła się w dniu 17 marca 2018 roku i liczyła 294 km. Wyścig figurował w rankingu światowym UCI World Tour 2018. 

## Uczestnicy
Na starcie tego klasycznego wyścigu stanęło 25 zawodowych ekip. Wśród nich znalazło się wszystkie osiemnaście ekip UCI World Tour 2018 oraz siedem innych zaproszonych przez organizatorów. 
| Numery  | Kod | Drużyna                |
| ------- | --- | ---------------------- |
| 1-7     | SKY | Team Sky               |
| 11-17   | ALM | Ag2r-La Mondiale       |
| 21-27   | AST | Astana Pro Team        |
| 31-37   | TBM | Bahrain-Merida         |
| 41-47   | BRD | Bardiani CSF           |
| 51-57   | BMC | BMC Racing Team        |
| 61-67   | BOH | Bora-Hansgrohe         |
| 71-77   | COF | Cofidis                |
| 81-87   | GFC | Groupama–FDJ           |
| 91-97   | GAZ | Gazprom-RusVelo        |
| 101-107 | ICA | Israel Cycling Academy |
| 111-117 | LTS | Lotto Soudal           |
| 121-127 | MTS | Mitchelton-Scott       |

| Numery  | Kod | Drużyna                         |
| ------- | --- | ------------------------------- |
| 131-137 | MOV | Movistar Team                   |
| 141-147 | NIP | Nippo-Vini Fantini-Europa Ovini |
| 151-157 | QST | Quick-Step Floors               |
| 161-167 | DDD | Dimension Data                  |
| 171-177 | EFD | EF Education First–Drapac       |
| 181-187 | KAT | Team Katusha-Alpecin            |
| 191-197 | TLJ | Team LottoNL-Jumbo              |
| 201-207 | TNN | Team Novo Nordisk               |
| 211-217 | SUN | Team Sunweb                     |
| 221-227 | TFS | Trek-Segafredo                  |
| 231-237 | UAE | UAE Team Emirates               |
| 241-247 | WIL | Wilier Triestina–Selle Italia   |

## Klasyfikacja generalna
| M-ce | Imię i nazwisko     | Kraj      | Drużyna              | Czas       |
| ---- | ------------------- | --------- | -------------------- | ---------- |
| 1.   | Vincenzo Nibali     | Włochy    | Bahrain-Merida       | 7h 18' 43" |
| 2.   | Caleb Ewan          | Australia | Mitchelton-Scott     | + 0"       |
| 3.   | Arnaud Démare       | Francja   | Groupama–FDJ         | + 0"       |
| 4.   | Alexander Kristoff  | Norwegia  | Team Katusha-Alpecin | + 0"       |
| 5.   | Jürgen Roelandts    | Belgia    | BMC Racing Team      | + 0"       |
| 6.   | Peter Sagan         | Słowacja  | Bora-Hansgrohe       | + 0"       |
| 7.   | Michael Matthews    | Australia | Team Sunweb          | + 0"       |
| 8.   | Magnus Cort Nielsen | Dania     | Astana Pro Team      | + 0"       |
| 9.   | Sonny Colbrelli     | Włochy    | Bahrain-Merida       | + 0"       |
| 10.  | Jasper Stuyven      | Belgia    | Trek-Segafredo       | + 0"       |
|      |                     |           |                      |            |
| 11.  | Michał Kwiatkowski  | Polska    | Team Sky             | + 0"       |
| 110. | Maciej Bodnar       | Polska    | Bora-Hansgrohe       | + 7' 53"   |
| DNF  | Łukasz Wiśniowski   | Polska    | Team Sky             | -          |